# Konyovics Demeter

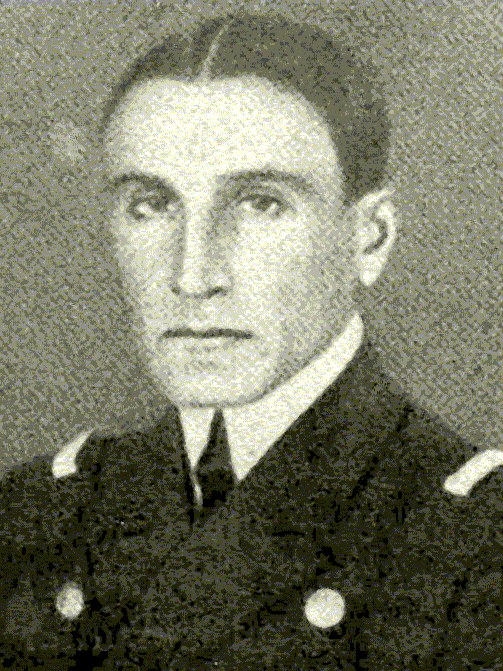
Konyovics Demeter portréja

Konyovics Demeter (1888. december 31. Őrszállás - 1982. január 5. Belgrád, szerbül: Dimitrije Konjović) osztrák-magyar haditengerész tiszt, tengerészrepülő. Az I. világháború lezárását követően a Szerb-Horvát-Szlovén Királyság állampolgára lett. 

## Hőstette

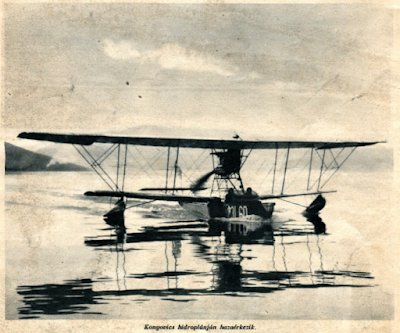
Konyovics repülője

1916. szeptember 16-án Konyovics sorhajóhadnagy és megfigyelője, Maximilian Sewera tengerészkadét az L132 jelű repülőcsónak fedélzetén Durazzóból Kumborba tartottak, amikor egy Cattaro felé tartó tengeralattjárót pillantottak meg. Erről Komborban leszállva jelentést tettek, majd miután kiderült, hogy minden bizonnyal ellenséges hadihajóról van szó, parancsot kaptak annak elpusztítására.  Kumborból az L132 az L135 kíséretében szállt fel, utóbbi Walter Zelezny (pilóta) és báró Otto von Klimburg (megfigyelő) fregatthadnagyok alkották. 
Mintegy fél órai kutatás után megtalálták a tengeralattjárót, amely a francia haditengerészet Brumaire-osztályú, Q70 lajstromszámú hajója volt, a Foucault, Léon Henri Dévin sorhajóhadnagy parancsnoksága alatt.
Az osztrák-magyar repülőcsónakok ledobták bombáikat a tengeralattjáróra, amely lemerült, majd sérülten a felszínre emelkedett, a legénység pedig elhagyta a fedélzetet. Konyovics, majd Zelezny letette gépét a süllyedő tengeralattjáró mellé, a francia tengerészek (2 tiszt és 24 matróz) pedig felkapaszkodtak az osztrák-magyar repülőcsónakokra. 
A két gép a megmentettekkel együtt a felszínen haladva elindult Kombor felé, út közben a matrózokat átadták a 100 M torpedónaszádnak, de a foglyul ejtett francia tiszteket maguk szállították be az osztrák-magyar támaszpontra.
A haditettért - amely az első repülőgépek által elsüllyesztett tengeralattjáró volt a világtörténelemben - Konyovicsot a Katonai Érdemkereszt hadidíszítményes 3. osztályával tüntették ki.

## A háború után
A világháború után átlépett a Szerb-Horvát-Szlovén Királyság haditengerészetébe, ahol 1923-ig szolgált. 1923 novemberében négy társával megalapított az Ikarus repülőgépgyárat. Az igazgatói poszt betöltése mellett berepülőpilótaként is működött. A vállalkozás polgári és katonai repülőgépek gyártásával foglalkozott, a 20-as évek végére 3000 főt foglalkoztató üzemmé nőtte ki magát.  
Jugoszlávia felbomlása és a német megszállás után a gyárat katonai irányítás alá helyezték, Konyovicsot pedig letartóztatták. Rövid idő múlva kiszabadult - állítólag egy volt akadémiai évfolyamtársa közbenjárására, aki ekkor a Wehrmachtban szolgált - de a németekkel való együttműködést elutasította. 
A háború után, 1946-ban az Ikarust államosították, Konyovics családjával a vajdasági Béskára költözött, ahol mezőgazdaságból tartotta fenn magát. 1961-ben Belgrádba költözött, nyugdíjas éveit a fővárosban töltötte.

## Kitüntetései
Az 1918-ig elnyert kitüntetések, viselési sorrendben.
- Vaskorona-rend 3. osztálya, hadidíszítménnyel, kardokkal (1916)
- Katonai Érdemkereszt 3. osztálya, hadidíszítménnyel, kardokkal (1916)
- Ezüst Katonai Érdemérem, hadiszalagon, kardokkal
- Bronz Katonai Érdemérem, hadiszalagon, kardokkal (1915)
- Károly Csapatkereszt (1918)
- Jubileumi Kereszt (1908)
- 1912/13-as Emlékkereszt (1913)
- német Vaskereszt 2. osztálya (1916)[4]

## Előmenetele
Előmenetele a cs. és kir. haditengerészetben.
- tengerészkadét (1907. július 1.)
- tengerészzászlós (1909. július 1.)
- fregatthadnagy (1910. november 1.)
- sorhajóhadnagy (1914. november 1.)